# Maria Krudner
Maria Krudner (Viena, Àustria, 1797 - Westfàlia, 1895), baronessa Schalzbach, fou una ballarina austríaca. Filla de la notable cantant Sophia Krudner, als dotze anys ja era admirada, tant pel seu mèrit en l'art coreogràfic com per la seva gran bellesa. Napoleó I fou un dels seus grans admiradors, el qual, no obstant ser considerat en aquella època com l'àrbitre d'Europa, no aconseguí enlluernar-la. Es casà amb un príncep rus, el qual fou deportat a Sibèria per no haver obeït al tsar, que s'oposava a aquesta unió, i en conseqüència abandonà el teatre per seguir el seu marit al desterrament, però havent mort aquell a causa de les penalitats sofertes, Maria tornà a la seva pàtria i retornà a la seva vida artística, en la qual aconseguí grans triomfs. Des de llavors el seu caràcter enèrgic la portà a ser protagonista d'una sèrie no interrompuda de sorolloses aventures i fets extraordinaris: va tenir dos o tres desafiaments, en un dels quals matà d'un tret al cap un oficial; a Baden feu saltar la primera banca de la ruleta que allà s'establí; a Venècia, facilità l'evasió de dos presoners d'estat condemnats per conspiradors a presó perpètua, i portà a fi altres fets semblants, fins que per a fi es casà en segones núpcies a Berlín amb el baró Schalzbach, retirant-se definitivament del teatre i de l'agitada vida que portava durant tants anys. Des del seu casament amb el baró es dedicà a gaudir de la família i a utilitzar la quantiosa fortuna del seu marit en socórrer a la gent més desgraciada. Morí en un castell de la Westfàlia, als noranta-vuit anys.